# Shirley Hazzard
Shirley Hazzard (Sydney, Austrália, 30 de janeiro de 1931 - Manhattan, 12 de dezembro de 2016) foi uma escritora australiana, e cidadã estadunidense.

## Livros

### Novelas
- The Evening of the Holiday (1966)
- The Bay of Noon (1970)
- The Transit of Venus (1981)
- O Grande Incêndio (Brasil) ou O grande conflito (Portugal) (2003)

### Coleção de Pequenas Histórias
- Cliffs of Fall and Other Stories (1963)
- People in Glass Houses (1967)

### Não-ficção
- Defeat of an Ideal (1973)
- Countenance of Truth (1990)
- Graham on Capri: A Memoir (2000)